# Kiss & Kill
『Kiss & Kill』（キス・アンド・キル）は、日本のバンド、OCEANLANEが2005年11月2日にリリースしたアルバム。

## 解説
- 『On my way back home』に続くOCEANLANEの2ndアルバム。

## 収録曲
1. Take Me Home
作詞作曲は直江。直江と武居がツインボーカルを取る。
2. Burn
作詞作曲とメインボーカルは武居。
3. Velvet Love
作詞作曲とメインボーカルは直江。
4. Pearls
作詞作曲とメインボーカルは武居。
5. Here It Comes
作詞作曲は直江。直江と武居がツインボーカルを取る。
6. The Sun
作詞作曲とメインボーカルは直江。
7. Tomorrow
作詞作曲とメインボーカルは直江。
8. Marathon High School
作詞作曲とメインボーカルは武居。
9. Golden Buzz
作詞作曲とメインボーカルは直江。
10. My Wristwatch
作詞作曲とメインボーカルは武居。